# David Silveria
David Randall Silveria né le 21 septembre 1972, était le batteur du groupe de nu metal Korn de sa création jusqu'en 2006.

## Biographie
Il est né à San Leandro, en Californie, et grandit à Bakersfield (Ca) avec les autres membres du groupe (sauf Jonathan Davis). À l'âge de neuf ans, il commence la batterie, malgré la désapprobation de son père. Sa mère le soutiendra au long de son parcours musical . À l'âge de treize ans, il intègre le groupe L.A.P.D. (précurseur de KoRn) avec Reginald Arvizu et James Shaffer. Le groupe devient KoRn à l'arrivée de Jonathan Davis et de Brian Welch. À cette occasion, les différents membres prirent un pseudonyme, celui de David était "Wally Balljacker", bien que peu connu et utilisé.
Il épousa Shannon Bellino en 1997 avec qui il eut deux enfants : Sofie Aurora et David Jr. Il divorcera en 2002 (à la suite de quoi il recouvrit le tatouage de Shannon qu'il portait par un tribal). Il eut des problèmes nerveux dans le bras gauche alors qu'il jouait It's Gonna Go Away, ce qui l'obligea à cesser la tournée « Sick & Twisted » en 2000. David expliqua ses problèmes par la phrase : « I hit too fucking hard. » David joue également de la basse. Le 13 décembre 2006, il est annoncé que David prend des congés sabbatiques de durée indéterminée, afin de mieux s'occuper de ses deux enfants, et de ses restaurants de sushis et grillades. Il ne figure pas sur l'album Untitled sorti le 31 juillet 2007.
Il possède trois piercings à l'oreille gauche, un à l'oreille droite, un au téton gauche et quatre tatouages.
Silveria a aussi fait du mannequinat.
Il a également joué dans l'épisode 7 de la saison 2 du « Flic de Shangaï » (The Martial Law) intitulé "Cieux Inamicaux".
Il était décrit par les membres de KoRn comme le timide du groupe, et vit actuellement dans un relatif anonymat.
Silveria a exprimé son désir de rejoindre le groupe, mais les autres membres ont refusé. Il a alors intenté un procès à ceux-ci.
De 2012 à 2015, il s'implique dans un autre projet: INFINIKA avec lequel il sort un album. De 2016 à 2018, il participe au projet Core10.